# 클리프 하우스

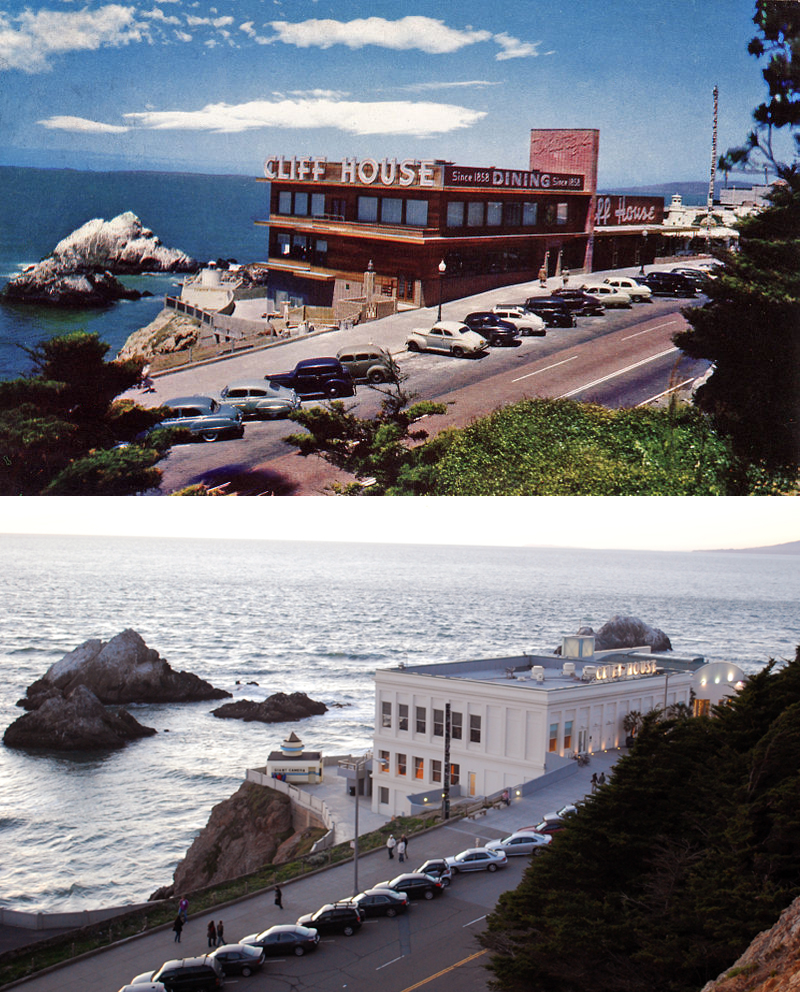
위:1941년에 촬영된 클리프 하우스아래:2009年년에 촬영된 클리프 하우스

클리프 하우스 (Cliff House)는 미국 캘리포니아주 샌프란시스코에 있는 레스토랑이다. 태평양을 내려다보이는 벼랑 위에 위치한다. 1858년, 사무엘 브랜넌(Samuel Brannan) 가 건설시킨 건물은 소실, 도괴 때문에 1863년부터 5회, 개수공사가 행하여져, 현재 모습이 되었다.
1977년, 골든 게이트 국립 레크리에이션 지역(Golden Gate National Recreation Area)로 지정되었고, 지금은 미국 국립 공원국(National Park Service)의 관리 하에 있다.